# Cmentarz wojenny nr 379 – Mała Wieś
Cmentarz wojenny nr 379 – Mała Wieś – austriacki cmentarz wojenny z okresu I wojny światowej wybudowany przez Oddział Grobów Wojennych C. i K. Komendantury Wojskowej w Krakowie i znajdujący się na terenie jego okręgu XI Twierdza Kraków. Cmentarz został zlikwidowany w 1923, a prochy przeniesiono na cmentarz w Strumianach.
Cmentarz znajdował się w zachodniej części miejscowości Ochmanów, w powiecie wielickim, w gminie Niepołomice, po lewej stronie drogi wojewódzkiej nr 964 z Wieliczki do Niepołomic.
Pochowano na nim 6 żołnierzy austro-węgierskich z 22 pułku piechoty Landwehry poległych 23 listopada 1914 roku.
Pierwotny wygląd cmentarza nie jest znany, gdyż w 1923 roku prochy żołnierzy ekshumowano i przeniesiono na cmentarz parafialny w Strumianach a nekropolię zlikwidowano. Zachował się tylko pomnik centralny w formie obelisku z figurą sokoła (lub orła) na szczycie. Nie jest także znany projektant cmentarza.